# 邵州
邵州，唐朝到南宋的州。
636年，唐朝改南梁州设置。治所在邵阳县（今湖南省邵阳市），下辖邵阳县、武冈县，管理今天湖南省新化县以南的资水流域。五代马楚改为敏州，不久再改为邵州。北宋崇宁年间缩小。南宋宝庆元年（1225年），邵州改为宝庆府。
唐朝邵州刺史
- 赵行德（贞观年间）
- 柳敬则（仪凤年间）
- 贾守义（684年）
- 唐正心（武周时）
- 李鹬（716年—717年）
- 邵阳郡太守
- 林蕴（唐肃宗时）
- 李某（唐肃宗、唐代宗时）
- 韩某（大历年间）
- 韦涵（大历年间）
- 王锷（780年—782年）
- 王高（794年）
- 魏懿文（797年）
- 柳宗元（805年，未任）
- 丁立（808年）
- 卢赏（元和年间）
- 萧革（元和年间）
- 郑绅（大和初年）
- 杜元颖（829年，未任）
- 沈仪（835年）
- 郑珤（853年—856年）
- 马曙（大中年间）
- 杨严（867年）
- 邓处讷（882年—893年）
- 蒋勋（895年—897年）
- 韦武威
- 辛思礼
- 李岫